# Berberia serrata
Berberia serrata är en fjärilsart som beskrevs av Jules Leon Austaut 1895. Berberia serrata ingår i släktet Berberia och familjen praktfjärilar. Inga underarter finns listade i Catalogue of Life.